# Orthocentrus urbanus
Orthocentrus urbanus là một loài tò vò trong họ Ichneumonidae.